# Joan Pàmies
Joan Pàmies és director de l'Orquestra de Cambra Catalana (OCC). Pàmies va néixer a Valladolid, ciutat on va cursar els estudis musicals. Posteriorment es va traslladar a Barcelona on va continuar els seus estudis que més tard ampliaria a Brussel·les, Stuttgart i Madrid. La seva trajectòria professional s'ha projectat en les vessants de la interpretació instrumental, la docència, i la direcció orquestral i coral. Aquestes activitats l'han dut a actuar a tot l'Estat Espanyol, Alemanya, Bèlgica, Bulgària, França, Itàlia, República Txeca, Suïssa, Líban, Mèxic i Tunísia. Ha dirigit diverses orquestres i formacions corals tant de l'àmbit nacional com internacional. Ha estat professor titular de l'Orquestra Nacional d'Espanya i durant quinze anys va exercir com a catedràtic del Conservatori Superior Municipal de Música Barcelona. És fundador i director de l'Orquestra de Cambra Catalana.